# Željka Cvijanovićová
Željka Cvijanovićová (srbsky Жељка Цвијановић, Željka Cvijanović, rozená Grabovac/Грабовац; 4. března 1967 Teslić, SFRJ) je bosenskosrbská politička a členka předsednictva Bosny a Hercegoviny (kolektivní hlavy státu). Jeho předsedkyní je od listopadu 2024. Předtím zastávala post prezidentky Republiky srbské, a to v letech 2018 až 2022. Je členkou Strany nezávislých sociálních demokratů i jejího kolektivního vedoucího orgánu.

## Biografie
Željka Cvijanovićová se narodila v Teslići. Na právnické škole v Banja Luce získala magisterský titul v oboru diplomaticko-konzulárního práva.
Pracovala jako učitelka angličtiny, překladatelka a asistentka monitorovací mise Evropské unie v Bosně a Hercegovině. Poté byla poradkyní pro evropskou integraci a spolupráci s mezinárodními organizacemi pro úřad premiéra Republiky srbské, když jej zastával Milorad Dodik. Do Svazu nezávislých sociálních demokratů vstoupila na začátku roku 2013.
V letech 2010 až 2014 byla Cvijanovićová externím odborníkem pro Radu pro evropskou integraci a regionální spolupráci Národní skupštiny Republiky srbské. Dne 29. prosince 2010 byla jmenována na pozici ministryně pro hospodářské otázky a regionální spolupráci ve vládě Republiky srbské. Dne 12. března 2013 se stala premiérkou a vystřídala Aleksandra Džombiće. Stala se historicky první ženou v tomto úřadu.
V roce 2014 ve volbách do Národní skupštiny Republiky srbské byla kandidátkou koalice SNSD-DNS-SP na srbskou zástupkyni v předsednictu Bosny a Hercegoviny. Porazil ji nicméně opoziční kandidát Mladen Ivanić, nicméně pouze těsně. Cvijanovićová následně opět pokračovala jako premiérka Republiky srbské.
Prezidentkou Republiky srbské byla zvolena dne 19. listopadu 2018.
Dne 13. října 2021 podepsala zákon, kterým Národní skupština Republiky srbské rozhodla o neprovedení novely trestního zákoníku Bosny a Hercegoviny.
Dne 15. listopadu 2022 ji v pozici hlavy entity vystřídal Milorad Dodik. V témže roce ji prezident Srbska, Aleksandar Vučić udělil řád Srbské republiky. Mandát v předsednictvu Bosny a Hercegoviny začal Cvijanovićové v listopadu 2024. Je první ženou na pozici hlavy státu Bosny a Hercegoviny.
Dne 11. dubna 2022 byly na ni i na Milorada Dodika uvaleny sankce Spojeným královstvím s odůvodněním, že podrývá mírový proces v Bosně a Hercegovině. O rok později další sankce uvalily i úřady USA. Sankce, v případě svém ale i ostatních, považovala za porušení základních lidských práv.
V souvislosti s problematickou situací vztahů mezi politickým vedením Republiky srbské a Úřadem vysokého představitele pro Bosnu a Hercegovinu se vyslovila pro odchod Christiana Schmidta z této funkce. Označila jej jako viníka situace.

## Soukromý život
Željka Cvijanovićová je vdaná (její manžel se jmenuje Aleksandar Cvijanović) a spolu mají dva syny.
Má otce bosenskosrsbkého a matku bosenskochorvatského původu.